# Stanisław Terlecki
Stanisław Andrzej Terlecki (Varsó, 1955. november 13. – Łódź, 2017. december 28.) válogatott lengyel labdarúgó, középpályás, csatár.

## Pályafutása
1972-ben a Stal FSO Warszawa csapatában kezdte a labdarúgást. 1973 és 1975 között a Gwardia Warszawa, 1975 és 1981 között az ŁKS Łódź játékosa volt. 1981 és 1986 között az Egyesült Államokban játszott terembajnokságokban és nagypályán is. 1984-ben a New York Cosmos első csapatának a tagja volt. 1986-ban hazatért és korábbi klubjában az ŁKS Łódźban játszott. 1988 és 1989 között a Legia Warszawa csapatában szerepelt. 1989-90-ben ismét az Egyesült Államokban játszott a St. Louis Storm terem-labdarúgócsapatában. 1991-ben az ŁKS Łódź, 1991 és 1993 között a Polonia Warszawa labdarúgója volt.
1976 és 1980 között 29 alkalommal szerepelt a lengyel válogatottban és hét gólt szerzett.

## Sikerei, díjai
Legia Warszawa
- Lengyel kupa
  - győztes: 1989, 1990